# Bazeler duif

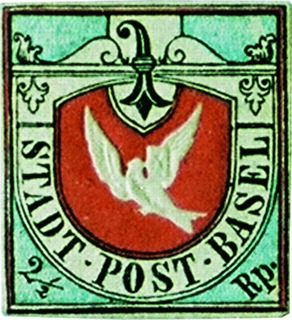
Bazeler duif

De Bazeler duif (Duits: Basler Taube, Zwitsers-Duits: Basler Dybli), ook Bazeler duifje genoemd, is een postzegel van 2½ rappen die op 1 juli 1845 door het kanton Bazel werd uitgegeven. De kantonnale zegels kregen vanaf 1-10-1849 geldigheid in heel Zwitserland.
De zegel, een ontwerp van architect Melchior Berry, toont een witte postduif in reliëfdruk met een brief in zijn bek, op een karmijnrood schild met de inscriptie STADT.POST.BASEL. De zegel heeft drie kleuren: zwart, rood en lichtgroen-blauw gedrukt op wit papier. Zodoende is dit de eerste postzegel in driekleurendruk, de eerste postzegel in reliëfdruk en een novum wat betreft de afbeelding.
De postzegel was bestemd voor frankering van een brief tot 15 gram met afzender en bestemming binnen de stad Bazel. Er waren twee van deze postzegels nodig voor een brief met bestemming buiten de stad maar binnen het (kleine) kanton.
Bij een reparatie vond een meubelmaker een veldeel van 15 zegels van de Bazeler duif in een lessenaar. Hij gaf de zegels terug en de eigenaar verkocht ze voor een habbekrats, omdat ze niet meer frankeergeldig waren, aan een handelaar. Nu is datzelfde veldeel een pronkstuk in het postmuseum van Bern.